# Saint-Just-sur-Dive
Saint-Just-sur-Dive ist eine französische Gemeinde mit 386 Einwohnern (Stand: 1. Januar 2022) im Département Maine-et-Loire in der Region Pays de la Loire. Die Gemeinde gehört zum Arrondissement Saumur und zum Kanton Doué-en-Anjou. Die Einwohner werden Saint-Justins genannt.
Zum Gemeindegebiet gehört die kleine Ortschaft Mollay.

## Lage
Saint-Just-sur-Dive liegt etwa 13 Kilometer südsüdwestlich von Saumur. Umgeben wird Saint-Just-sur-Dive von den Nachbargemeinden Artannes-sur-Thouet im Norden, Bellevigne-les-Châteaux im Osten, Montreuil-Bellay im Süden sowie Le Coudray-Macouard im Westen und Nordwesten.

## Bevölkerungsentwicklung
| Jahr                       | 1962 | 1968 | 1975 | 1982 | 1990 | 1999 | 2006 | 2018 |
| Einwohner                  | 317  | 298  | 326  | 336  | 361  | 347  | 348  | 383  |
| Quellen: Cassini und INSEE |      |      |      |      |      |      |      |      |

## Sehenswürdigkeiten

Kirche Saint-Just

- Kirche Saint-Just

## Weinbau
Die Rebflächen in der Gemeinde gehören zum Weinbaugebiet Anjou.